# 菊池勇夫 (日本史学者)
菊池 勇夫（きくち いさお、1950年 - ）は、日本の歴史学者、宮城学院女子大学教授。日本近世史専攻。

## 経歴
1950年、青森県生まれ。立教大学文学部史学科で学び、1973年に卒業。同大学院文学研究科に進学し、1980年に博士課程を単位取得退学。
1986年、宮城学院女子大学助教授に就いた。1992年、学芸学部教授に昇格。専門は日本近世史で、東北・北海道地方を中心に、北方史、飢饉史、生活文化史を研究テーマとしている。2019年、一関市博物館館長に就任した。

## 著作

### 単著
- 『幕藩体制と蝦夷地』雄山閣出版　1984
- 『北方史のなかの近世日本』校倉書房・歴史科学叢書　1991
- 『アイヌ民族と日本人 東アジアのなかの蝦夷地』朝日選書　1994
  - 復刊 吉川弘文館 2023年[2]
- 『飢饉の社会史』校倉書房　1994
- 『近世の飢饉』吉川弘文館・日本歴史叢書 1997
- 『エトロフ島 つくられた国境』吉川弘文館・歴史文化ライブラリー 1999
  - POD版　2017[3]
- 『飢饉 飢えと食の日本史』集英社新書　2000
- 『飢饉から読む近世社会』校倉書房　2003
- 『菅江真澄』吉川弘文館・人物叢書 2007[4]
- 『安藤昌益と飢饉 天災は人災なり』安藤昌益と千住宿の関係を調べる会・昌益文庫　2008
- 『仙台藩と飢饉』大崎八幡宮仙台・江戸学実行委員会　2008
- 『十八世紀末のアイヌ蜂起 クナシリ・メナシの戦い』サッポロ堂書店　2010
- 『菅江真澄が見たアイヌ文化』御茶の水書房・神奈川大学評論ブックレット　2010[5]
- 『東北から考える近世史 環境・災害・食料、そして東北史像』清文堂出版　2012
- 『アイヌと松前の政治文化論 境界と民族』校倉書房、2013
- 『五稜郭の戦い 蝦夷地の終焉』吉川弘文館・歴史文化ライブラリー 2015[6]
- 『近世北日本の生活世界 北に向かう人々』清文堂出版 2016
- 『義経伝説の近世的展開 その批判的検討』サッポロ堂書店 2016
- 『非常非命の歴史学 東北大飢饉再考』校倉書房 2017
- 『探究の人菅江真澄』無明舎出版 2017
- 『飢えと食の日本史』吉川弘文館・読みなおす日本史 2019[7]
- 『江戸時代の災害・飢饉・疫病-列島社会と地域社会のなかで』吉川弘文館 2023[8]
- 『近世の気象災害と危機対応-凶作・飢饉・地域社会』吉川弘文館 2023[9]

### 共編著
- 『植木の里 東京駒込・巣鴨』(生活学選書) 川添登共著 ドメス出版 1986
- 『蝦夷島と北方世界（日本の時代史）』編 吉川弘文館 2003[10]
- 『列島史の南と北』真栄平房昭共編 吉川弘文館 2006 近世地域史フォーラム[11]
- 『〈江戸〉の人と身分 5 覚醒する地域意識』若尾政希共編 吉川弘文館　2010[12]
- 『講座東北の歴史 第4巻 交流と環境』斎藤善之共編 清文堂出版　2012
- 『アイヌ文化史辞典』関根達人・手塚薫・北原モコットゥナㇱ共編 吉川弘文館 2022[13]